# Weston-super-Mare AFC
Weston-super-Mare AFC (celým názvem: Weston-super-Mare Association Football Club) je anglický fotbalový klub, který sídlí ve městě Weston-super-Mare v nemetropolitním hrabství Somerset. Založen byl v roce 1948. Od sezóny 2004/05 hraje v National League South (6. nejvyšší soutěž). Klubové barvy jsou černá a bílá.
Své domácí zápasy odehrává na stadionu Woodspring Stadium s kapacitou 3 500 diváků.

## Získané trofeje
- Somerset Senior Cup ( 1× )
  - 1926/27
- Western Senior Cup ( 6× )
  - 1971/72, 1972/73, 1973/74, 1974/75, 1975/76, 1977/78
- Somerset Premier Cup ( 2× )
  - 2010/11, 2011/12

## Úspěchy v domácích pohárech
Zdroj: 
- FA Cup
  - 2. kolo: 2003/04
- FA Trophy
  - 4. kolo: 1998/99, 2003/04

## Umístění v jednotlivých sezonách
Stručný přehled
Zdroj: 
- 1948–1960: Western Football League (Division Two)
- 1960–1976: Western Football League
- 1976–1992: Western Football League (Premier Division)
- 1992–1994: Southern Football League (Midland Division)
- 1994–1998: Southern Football League (Southern Division)
- 1998–1999: Southern Football League (Midland Division)
- 1999–2003: Southern Football League (Western Division)
- 2003–2004: Southern Football League (Premier Division)
- 2004–2015: Conference South
- 2015– : National League South

Jednotlivé ročníky
Zdroj: 
Legenda: Z - zápasy, V - výhry, R - remízy, P - porážky, VG - vstřelené góly, OG - obdržené góly, +/- - rozdíl skóre, B - body, červené podbarvení - sestup, zelené podbarvení - postup, fialové podbarvení - reorganizace, změna skupiny či soutěže
| Sezóny  | Liga                  | Úroveň | Z  | V  | R  | P  | VG | OG | +/- | B  | Pozice |
| ------- | --------------------- | ------ | -- | -- | -- | -- | -- | -- | --- | -- | ------ |
| 2009/10 | Conference South      | 6      | 42 | 5  | 8  | 29 | 48 | 93 | -45 | 23 | 21.    |
| 2010/11 | Conference South      | 6      | 42 | 15 | 8  | 19 | 56 | 67 | -11 | 53 | 12.    |
| 2011/12 | Conference South      | 6      | 42 | 14 | 9  | 19 | 58 | 71 | -13 | 51 | 13.    |
| 2012/13 | Conference South      | 6      | 42 | 19 | 10 | 13 | 61 | 55 | +6  | 67 | 7.     |
| 2013/14 | Conference South      | 6      | 42 | 16 | 9  | 17 | 50 | 55 | -5  | 57 | 11.    |
| 2014/15 | Conference South      | 6      | 40 | 13 | 5  | 22 | 55 | 86 | -31 | 44 | 17.    |
| 2015/16 | National League South | 6      | 42 | 14 | 9  | 19 | 63 | 76 | -13 | 51 | 16.    |
| 2016/17 | National League South | 6      | 42 | 14 | 6  | 22 | 63 | 69 | -6  | 48 | 15.    |
| 2017/18 | National League South | 6      | 42 | 16 | 7  | 19 | 66 | 73 | -7  | 55 | 12.    |
| 2018/19 | National League South | 6      | 42 |    |    |    |    |    |     |    |        |